# Acalolepta mutans
Acalolepta mutans es una especie de escarabajo longicornio del género Acalolepta, tribu Monochamini, subfamilia Lamiinae. Fue descrita científicamente por Breuning en 1938.
Se distribuye por China e India. Mide aproximadamente 20-24 milímetros de longitud. El período de vuelo de esta especie ocurre en el mes de mayo.